# Tomaž Druml
Tomaž Druml (* 28. März 1988 in Feistritz an der Gail) ist ein ehemaliger österreichisch-slowenischer Nordischer Kombinierer. Er gewann insgesamt zweimal die Gesamtwertung des Continental Cups und hält zudem mit bislang 15 Tageserfolgen die Bestmarke in dieser Rennserie. Während seiner Karriere startete er 92 Mal in der Weltmeisterschaft. Er ist Kärntner Slowene.
Im Mai 2017 gab Druml zwar bekannt, künftig für den Nationenverband Sloweniens zu starten, musste aber schon im November seine Sportlerkarriere aus gesundheitlichen Gründen beenden.

## Werdegang
Druml begann seine internationale Karriere 2003 bei Junioren-Wettbewerben. Am 29. Januar 2005 gab er in Klingenthal sein Debüt im B-Weltcup der Nordischen Kombination. Dabei erreichte er auf Anhieb die Punkteränge. Bei der Junioren-Weltmeisterschaft 2006 in Kranj gewann er mit der Mannschaft im Teamwettbewerb die Silbermedaille. Im Gundersen-Einzel verpasste er mit dem vierten Platz die Medaillenränge nur knapp. Am 2. September 2006 gewann er das FIS-Rennen in Winterberg. Im Dezember gelangen ihm anschließend auch erste Siege im B-Weltcup. Daraufhin gab er am 20. Januar 2007 in Seefeld sein Debüt im Weltcup der Nordischen Kombination. Im Sprintlauf erreichte er mit dem 12. Platz auf Anhieb eine Top-Platzierung. Bei der kurz darauf stattfindenden Junioren-Weltmeisterschaft 2007 in Tarvisio gewann er mit dem Team die Goldmedaille. Im Sprint wurde er Fünfter und im Gundersen wie auch bereits 2006 Vierter. Ab Dezember 2007 startete Druml erneut im B-Weltcup. Nachdem er dort erneut aufs Podium gekommen war, startete er zwischenzeitlich auch wieder im Weltcup. Bei der Junioren-Weltmeisterschaft 2008 im polnischen Zakopane gewann er im Sprint die Goldmedaille und im Gundersen wie auch im Team die Silbermedaille. Im Weltcup gelangen ihm anschließend meist Platzierungen in den Punkterängen. Sein bestes Saisonergebnis war ein neunter Platz in Chaux-Neuve im Januar 2009. Ab Februar 2009 startete Druml im Continental Cup. Parallel dazu startete er zudem weiter im Weltcup und konnte dort mit dem 29. Platz in der Weltcup-Gesamtwertung sein bestes Saisonergebnis erzielen. Im Continental Cup gelangen ihm unter anderem in Lake Placid, Eisenerz, Harrachov und Kranj Siege, so dass er die Saison 2009/10 am Ende auf dem ersten Platz beendete. In der folgenden Saison erreichte er zwar mehrmals das Podium, allerdings erreichte er nur den 5. Rang in der Gesamtwertung. Nach Starts beim Grand Prix 2011 nahm er im Anschluss daran in der Saison 2011/12 sowie 2012/13 vorwiegend an Wettbewerben im Weltcup teil.
Wegen Herzrhythmusstörungen konnte Druml in der Saison 2015/16 nicht starten. Er kehrte in der Saison 2016–2017 in das österreichische Team zurück, wurde aber am Ende der Saison ausgeschlossen und entschied sich Anfang 2017 für den SV Achomitz (ŠD Zahomec). Er wollte in der Saison 2017/2018 Slowenien beim Weltcup vertreten, doch im November 2017 beendete er seine Sportkarriere aufgrund von erneuten Herzproblemen im Teamrennen von Lillehammer, wo er der Fackelträger für das slowenische Team war.
Druml lebt in Feistritz an der Gail (Bistrica na Zilji)

## Erfolge

### Platzierungen im Weltcup
| Saison  | Platz | Punkte |
| ------- | ----- | ------ |
| 2006/07 | 34    | 86     |
| 2007/08 | 47    | 60     |
| 2008/09 | 43    | 73     |
| 2009/10 | 29    | 152    |
| 2010/11 | 43    | 30     |
| 2011/12 | 33    | 121    |
| 2012/13 | 30    | 126    |
| 2013/14 | 47    | 33     |
| 2014/15 | 40    | 56     |
| 2015/16 | -     | -      |
| 2016/17 | -     | -      |

### Platzierungen in der Continental-Cup-Gesamtwertung
| Saison      | Platz | Punkte |
| ----------- | ----- | ------ |
| 2004 / 2005 | 63.   | ?      |
| 2005 / 2006 | 33.   | ?      |
| 2006 / 2007 | —     | —      |
| 2007 / 2008 | 4     | 483    |
| 2008 / 2009 | 13    | 339    |
| 2009 / 2010 | 1     | 920    |
| 2010 / 2011 | 5     | 476    |
| 2011 / 2012 | —     | —      |
| 2012 / 2013 | —     | —      |
| 2013 / 2014 | 1     | 728    |
| 2014 / 2015 | 7     | 422    |
| 2015 / 2016 | —     | —      |
| 2016 / 2017 | 6     | 421    |

### Continental-Cup-Siege
| Nr. | Datum         | Ort         | Disziplin                   |
| --- | ------------- | ----------- | --------------------------- |
| 01. | 20. Dez. 2006 | Lake Placid | HS 100 / 10 km, Massenstart |
| 02. | 8. März 2009  | Høydalsmo   | HS 094 / 10 km, Gundersen   |
| 03. | 19. Dez. 2009 | Lake Placid | HS 100 / 10 km, Gundersen   |
| 04. | 20. Dez. 2009 | Lake Placid | HS 100 / 10 km, Gundersen   |
| 05. | 6. Feb. 2010  | Eisenerz    | HS 095 / 10 km, Gundersen   |
| 06. | 7. Feb. 2010  | Eisenerz    | HS 095 / 10 km, Gundersen   |
| 07. | 14. Feb. 2010 | Kranj       | HS 109 / 10 km, Gundersen   |
| 08. | 27. Feb. 2010 | Karpacz     | HS 094 / 10 km, Gundersen   |
| 09. | 28. Feb. 2010 | Karpacz     | HS 094 / 10 km, Gundersen   |
| 10. | 21. Jan. 2011 | Harrachov   | HS 100 / 10 km, Gundersen   |
| 11. | 18. Dez. 2013 | Park City   | HS 100 / 10 km, Gundersen   |
| 12. | 9. März 2014  | Falun       | HS 134 / 10 km, Gundersen   |
| 13. | 14. März 2014 | Kuusamo     | HS 142 / 10 km, Gundersen   |
| 14. | 12. Dez. 2014 | Park City   | HS 100 / 10 km, Gundersen   |
| 15. | 13. Dez. 2014 | Park City   | HS 100 / 10 km, Gundersen   |

### Grand-Prix-Platzierungen
| Saison | Platz | Punkte |
| ------ | ----- | ------ |
| 2009   | 45    | 7      |
| 2010   | 15    | 56     |
| 2011   | 17    | 68     |
| 2012   | 10    | 166    |
| 2013   | 39    | 2      |
| 2014   | 38    | 8      |
| 2015   | -     | -      |